# Viktor Petrakov
Viktor Stepanovič Petrakov (in russo Виктор Степанович Петраков?; Stalingrado, 15 gennaio 1949) è un ex cestista sovietico.

## Carriera
Padre della cestista Anna Petrakova, ha militato a lungo nel CSKA, con cui ha vinto 11 volte il campionato sovietico. Con l'Unione Sovietica ha vinto l'argento agli Europei 1977.
Con l'Unione Sovietica ha disputato i Campionati europei dei 1977.

## Palmarès
- Campionato sovietico: 10

CSKA Mosca: 1971-72, 1972-73, 1973-74, 1975-76, 1976-77, 1977-78, 1978-79, 1979-80, 1980-81, 1981-82